# Bahnhof Bad Schwalbach
Der Bahnhof Bad Schwalbach (bis 1927 Langenschwalbach) ist ein Durchgangsbahnhof am Nordostrand der hessischen Kreisstadt Bad Schwalbach. Das Stadtzentrum mit dem Kurhaus ist etwa anderthalb Kilometer entfernt. Der Bahnhof an der Aartalbahn ist eingetragenes Kulturdenkmal.

## Geschichte

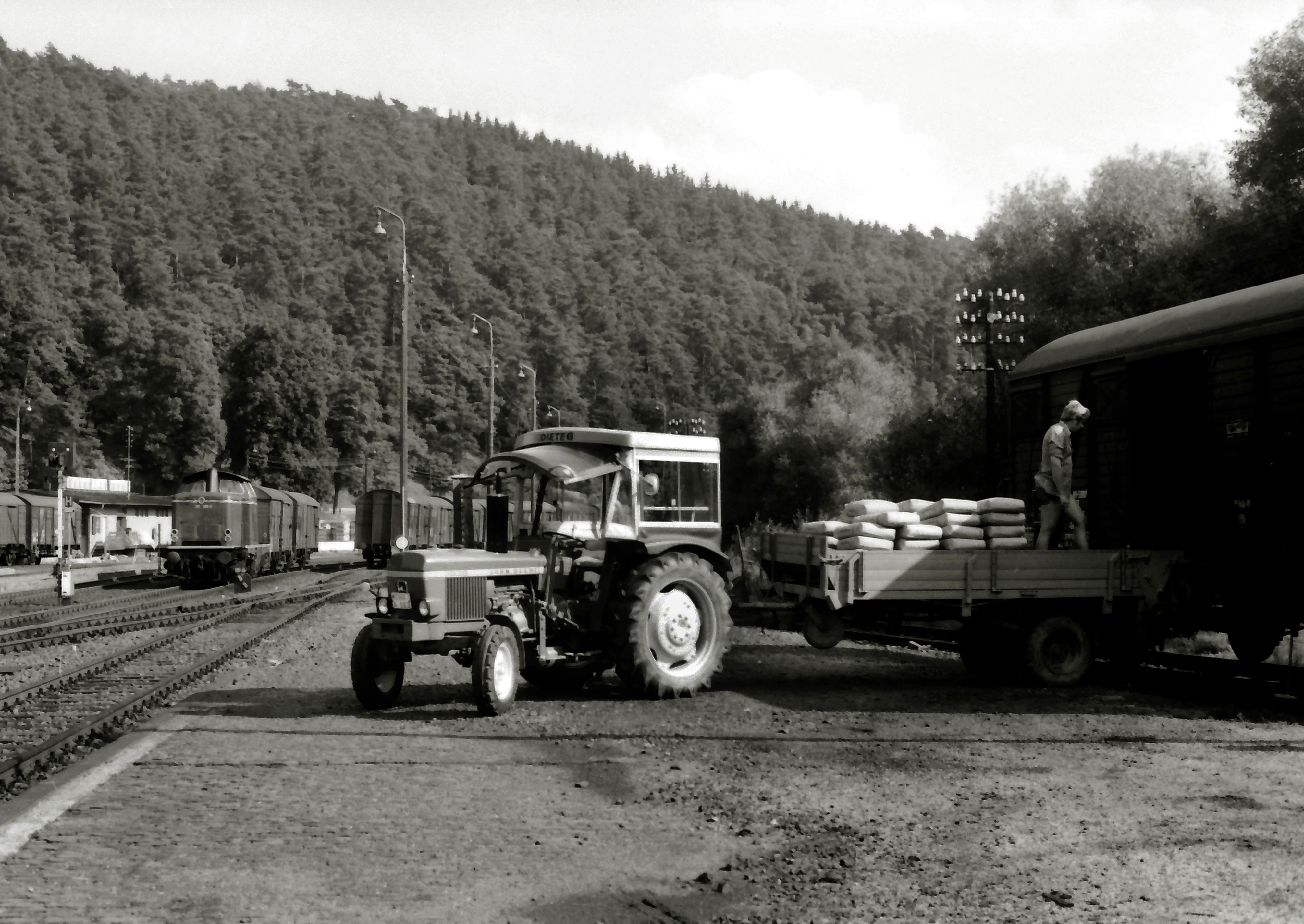
Rangierfahrt der Baureihe 211, 1979

Der Bad Schwalbacher Bahnhof wurde am 15. November 1889 als Bahnhof Langenschwalbach an der Aartalbahn eröffnet, die Nachbarstationen sind Bleidenstadt und der inzwischen stillgelegte Haltepunkt Adolfseck. Die Züge verkehrten zunächst zum Wiesbadener Rheinbahnhof, bevor dieser 1906 durch den Wiesbadener Hauptbahnhof ersetzt wurde. Im wilhelminischen Zeitalter ermöglichte die Bahn so die Verbindung zwischen der „Weltkurstadt“ Wiesbaden und dem Frauenheilbad Langenschwalbach. Am 1. Mai 1894 wurde das letzte fehlende Streckenstück der Aartalbahn zwischen Bad Schwalbach und Zollhaus in Betrieb genommen und fortan durchgehende Zugläufe von Wiesbaden nach Diez bzw. Limburg durchgeführt. Zum 1. September 1927 wurde der Bahnhof in Bad Schwalbach umbezeichnet.
Am 25. September 1983 wurde der reguläre Personenverkehr auf der Aartalbahn von Wiesbaden aus eingestellt. Der nördliche Teil der Aartalbahn, von Bad Schwalbach bis Limburg, verlor am 28. September 1986 den Personenverkehr, der zum Schluss mit Schienenbussen (Baureihe VT 98/798) durchgeführt wurde. Bad Schwalbach ist damit eine der wenigen deutschen Kreisstädte, die im fahrplanmäßigen Eisenbahnverkehr nicht mehr bedient werden. 1987 wurden die Gebäude und technischen Anlagen der Strecke und des Bahnhofs unter Denkmalschutz gestellt. Die Museumszüge der Nassauischen Touristik-Bahn (NTB), die ab dem 28. März 1991 von Wiesbaden-Dotzheim die Strecke befuhren, endeten bis zum 29. Mai 1994 in Bad Schwalbach. Danach wurde der Verkehr bis Hohenstein ausgedehnt.
Im Rahmen des Projekts Citybahn Wiesbaden war von 2016 bis 2020 eine Wiederaufnahme des Personenverkehrs zwischen Bad Schwalbach und Wiesbaden im Gespräch. Zuvor gab es diese Pläne bereits zwischen 1998 und 2001. 2020  existierten Planungen zur Reaktivierung der Aartalbahn als Regionalbahn.

## Anlagen

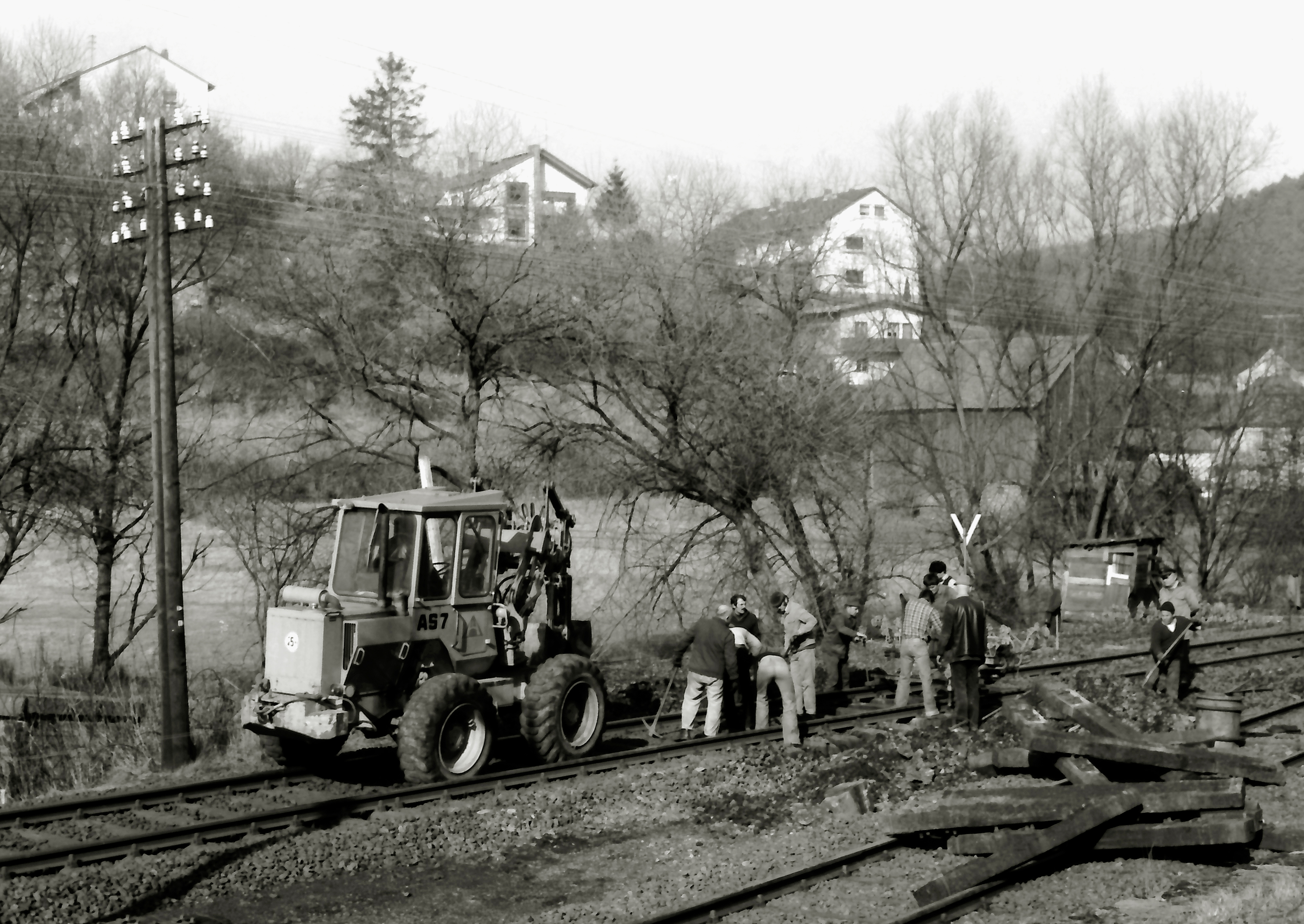
Bauarbeiten am südlichen Bahnhofskopf, 1979

Der Bahnhof bietet für den Personenverkehr den östlichen Hausbahnsteig sowie einen Zwischenbahnsteig. Außerdem stehen weitere Gleise zur Verfügung, die für Güterverkehr und zum Umsetzen der Lokomotive genutzt werden können und heute zum Abstellen von Fahrzeugen der Museumsbahn dienen. Zur Versorgung der Dampflokomotiven stand ein Wasserkran zur Verfügung. Die heutige Anbindung an den örtlichen Verkehr des Rhein-Main-Verkehrsverbundes (RMV) stellt die nahegelegene Bushaltestelle Bahnhofstraße dar. Derzeit wird der Museumsbetrieb der Nassauischen Touristik-Bahn unter anderem durch defekte Weichen im Bahnhof verhindert, die bisher nicht repariert wurden, obwohl der Kreis dafür finanzielle Mittel im Haushalt eingestellt hat. Die Kosten wurden im Jahr 2008 auf 150.000 € geschätzt.

## Denkmalgeschützte Gebäude
Die Grundsteinlegung des Empfangsgebäudes 1888 ermöglichte die Eröffnung im Folgejahr, 1908 wurde es erweitert und war laut damaliger Presse „... in gefälligem, gotisierendem Stil, den idyllischen Badeverhältnissen trefflich angepasst“. Eine Wartehalle und ein weiteres Nebengebäude mit Sichtfachwerk gehörten zum Komplex. Die Fassaden waren mit zweifarbigen Backsteinen verkleidet, Dächer und Gauben vielfach verziert. Eine geschwungene Holztreppe führt zu den beiden oberen Stockwerken. Das erhaltene, seit 1987 denkmalgeschützte zweigeschossige Empfangsgebäude wurde in der Zwischenzeit verputzt, die Zierelemente weitgehend entfernt. Das zwischenzeitlich heruntergekommene Gebäude wurde gemeinsam mit weiteren architektonisch unbedeutenden Nebengebäuden vom neuen Besitzer, einer Dachdeckerfirma, renoviert. Im Empfangsgebäude befindet sich ein Restaurant, das auch Spielort des Kleinkunsttheaters Waldbühne ist. An Einrichtung blieb der Fahrkartenschalter, eine hölzerne Wartebank und die Original-Eingangstür erhalten.
Der von 1896 bis 1905 südlich des Bahnhofs erbaute Lokschuppen (⊙) bot Platz für vier Lokomotiven und war an eine inzwischen zurückgebaute Drehscheibe angeschlossen. Der aus Backsteinen errichtete Bau war durch Stichbogen- und Rundfenster, Friese sowie am Giebel verziert. Der Schuppen wird heute als Lagerhalle genutzt.
Nördlich des Bahnhofs, an der Kreuzung der Gleise mit der Bahnhofstraße, befindet sich ein schlichtes Backsteingebäude mit Satteldach und Stichbogenfenstern, in dem die örtliche Bahnmeisterei untergebracht war. Das eingeschossige Haus ist seit seinem Bau um 1900 relativ unverändert erhalten geblieben.